# 루이 에스테베스
루이 에스테베스(Rui Esteves, 1967년 1월 30일~ )는 포르투갈 출신의 축구 선수이다. K리그에 첫번째로 진출한 포르투갈 출신 축구 선수로 부산 대우 로얄즈 (현 부산 아이파크)에서 활약하였다.